# Proyecto de Constitución francesa del 19 de abril de 1946
El proyecto de Constitución francesa del 19 de abril de 1946 es el texto constitucional redactado por la primera Asamblea Constituyente resultante de la ley constitucional de 1945. Este proyecto fue votado por los diputados el 19 de abril de 1946 por 309 votos contra 249 y sometido a un referéndum el 5 de mayo de 1946. En esta ocasión, el electorado lo rechazó por el 52,82% de los votantes (10 584 359 votos en contra del proyecto y 9 454 034 a favor).
De acuerdo con la ley constitucional de 1945, el 2 de junio de 1946 se eligió una nueva asamblea constituyente. Redactó un nuevo proyecto que, también sometido a referéndum, fue adoptado: se trataba de la Constitución de 1946.

## Contexto
La Asamblea Constituyente estaba compuesta por una mayoría absoluta de izquierda, siendo los principales grupos el Partido Comunista Francés (PCF) y la Sección Francesa de la Internacional Obrera (SFIO).
El Gobierno provisional de la República Francesa estuvo presidido primero por el general Charles de Gaulle, luego a partir del 20 de enero de 1946 por el socialista Félix Gouin. De Gaulle dimitió porque no contaba con la confianza de la Asamblea Nacional Constituyente: no representaba a ningún partido ni movimiento, y el gabinete que había formado con ministros de todos los bandos no podía durar. La gestión de Gouin será aún más efímera.
El texto redactado rápidamente por los diputados fue un intento de parlamentarizar el régimen. Fue fuertemente criticado por la derecha, que pidió el voto en contra, mientras que en el centro el Movimiento Republicano Popular (MRP), representado en el gabinete de Gouin, puso poca convicción para apoyarlo, después de haber tenido que ceder en varios puntos durante la redacción. La campaña del "no" demostró ser lo suficientemente efectiva como para que los votantes rechazaran el proyecto constitucional en referéndum el 5 de mayo de 1946.
Durante los discursos de Bayeux del mes siguiente, De Gaulle explicará cómo debería ser para él la nueva Constitución, con la esperanza de inspirar los debates venideros.

## Disposiciones principales del texto
El texto proponía establecer un sistema parlamentario unicameral con una asamblea única elegida por sufragio universal directo por cinco años. El Senado, visto por la izquierda como una asamblea de tradición conservadora, habría desaparecido por completo, para ser sustituido por dos órganos consultivos: el Consejo Económico, precursor del Consejo Económico, Social y Medioambiental, y el Consejo de la Unión Francesa.
En este proyecto, el poder ejecutivo se divide entre un Presidente de la República, jefe de Estado que ejerce un poder reducido como en la Tercera República, y un Presidente del Consejo que actuaría como Jefe de Gobierno. Ambos serían elegidos por la Asamblea Nacional por mayoría de dos tercios para el primero, y por mayoría absoluta para el segundo. El Presidente del Consejo debía hacer aprobar mediante votación de investidura la composición y el programa de su gabinete ministerial. El derrocamiento de un gabinete requeriría la mayoría de los diputados que componen la Asamblea, y no la mayoría absoluta de los miembros presentes. El Presidente de la República sería elegido por 7 años y sus poderes, sustancialmente los mismos que bajo la Tercera República, se limitarían al derecho de indulto, el derecho a solicitar una segunda deliberación de las leyes y el derecho de disolución.
Ante las importantes prerrogativas otorgadas al Parlamento, sin ningún contrapeso real, los opositores al proyecto denunciaban un riesgo de derivar hacia un sistema de asamblea, o incluso de partidos, que no resolvía el viejo problema de la inestabilidad gubernamental. La disolución de una Asamblea Nacional ingobernable era ciertamente posible, pero difícil: debía ser aprobada por las dos terceras partes de los diputados, o se pronuncia si la Asamblea ha provocado, "durante la misma sesión anual, dos crisis ministeriales" (rechazo de una cuestión de confianza o adopción de una moción de censura). Este límite, por lo tanto, deja abierta la posibilidad de múltiples cambios de gabinete durante una misma legislatura.
Cualquier revisión constitucional tenía que pasar por la adopción por la mayoría de los diputados del tema de una revisión, luego del texto de esta revisión, y finalmente por un referéndum.
Otra originalidad del proyecto fue su deseo de descentralizar el poder. El Título VIII ("Comunidades locales") allanó el camino para leyes que habrían fortalecido las prerrogativas de los departamentos y municipios, así como de los territorios y federaciones de ultramar.